# Innsbruck Hauptbahnhof
Innsbruck Hauptbahnhof – główny dworzec kolejowy w Innsbrucku, położony na wschód od centrum miasta. Obsługuje około 25 tys. pasażerów dziennie.

## Lokalizacja
Stacja znajduje się w centrum Innsbrucka, na granicy z Pradlem. Na terenie dworca głównego znajduje się również stacja towarowa Innsbruck, która częściowo straciła na znaczeniu ze względu na ukończoną w 1994 roku obwodnicę pociągów towarowych Innsbrucka (tunel Inntal), która w ramach rozwoju urbanistycznego ma zostać przekształcona w dzielnicę mieszkaniową. Stacja rozrządowa węzła kolejowego w Innsbrucku znajduje się w Hall w Tyrolu.
W bezpośrednim sąsiedztwie dworca kolejowego znajduje się wiele sklepów, w pobliżu znajduje się centrum handlowe Sillpark, a ulica handlowa Maria Theresien-Straße znajduje się w odległości spaceru.

## Natężenie ruchu

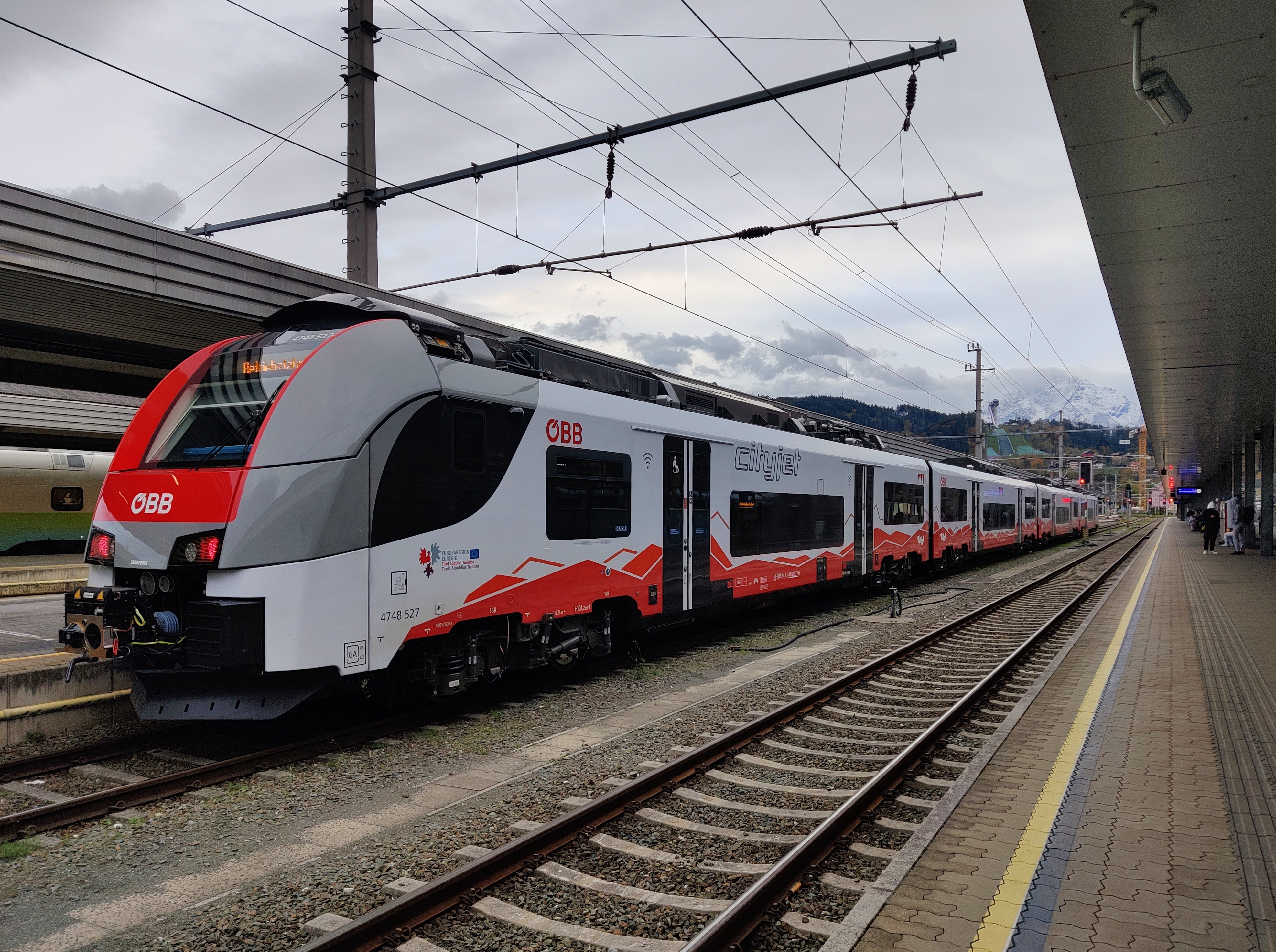
Tyrolski Cityjet na dworcu w kierunku Kufstein.

Z ponad 38 000 pasażerów dziennie (stan na 2022 r.) oraz 21 229 pasażerów wsiadających i wysiadających dziennie (stan na 2021 r.), Innsbruck Hauptbahnhof jest jedną ze stacji o największym natężeniu ruchu pasażerskiego w Austrii, wyprzedzając jedynie sześć stacji w Wiedniu (od 42 000 do 123 000 pasażerów dziennie), a także Graz Hauptbahnhof (42 000 pasażerów dziennie)[ i Linz Hauptbahnhof (41 900 pasażerów dziennie).
Stacja jest ważna dla ruchu podmiejskiego do stolicy Tyrolu oraz dla funkcji węzła komunikacyjnego dla ruchu wschód-zachód (Budapeszt)-Wiedeń-Salzburg-Wörgl-Innsbruck-(Zurych)/Bregencja oraz ruchu północ-południe Monachium-Wörgl-Innsbruck-Bolzano-Werona-(Mediolan/Wenecja/Rzym). Innsbruck jest również najważniejszym przystankiem S-Bahn Tirol, skąd startuje większość linii.

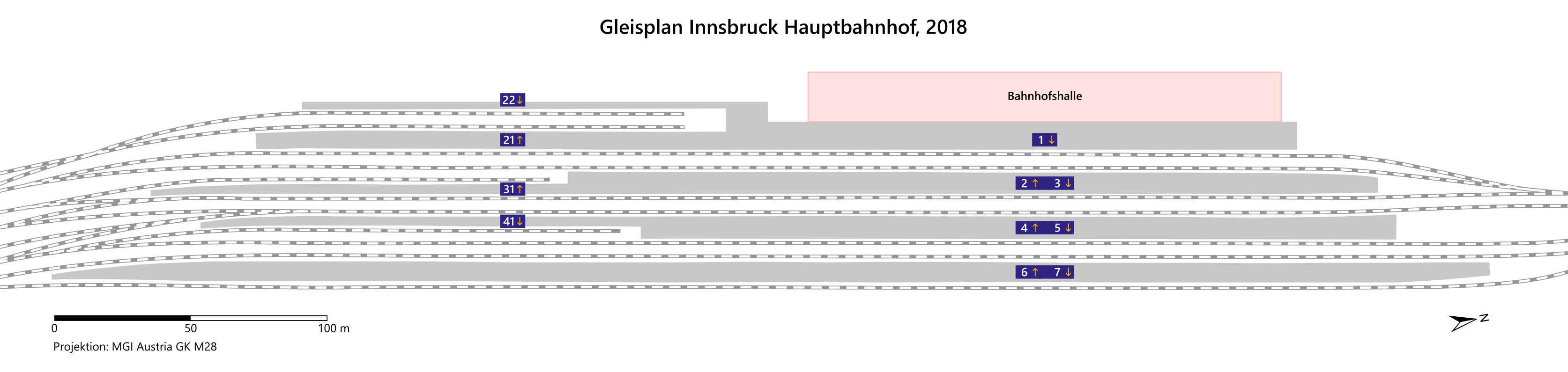
Plan peronów na stacji (2018)